# Schemat regionów świata ONZ
Schemat regionów świata ONZ, Geoschemat ONZ – schemat podziału świata na regiony i subregiony.
Schemat ten został stworzony dla celów statystycznych Organizacji Narodów Zjednoczonych (ONZ). Regiony zostały podzielone na mniejsze jednostki – subregiony. ONZ podkreśla że ten podział ma cechy statystyczne i jako taki nie może służyć dla celów politycznych.

## Lista regionów i subregionów

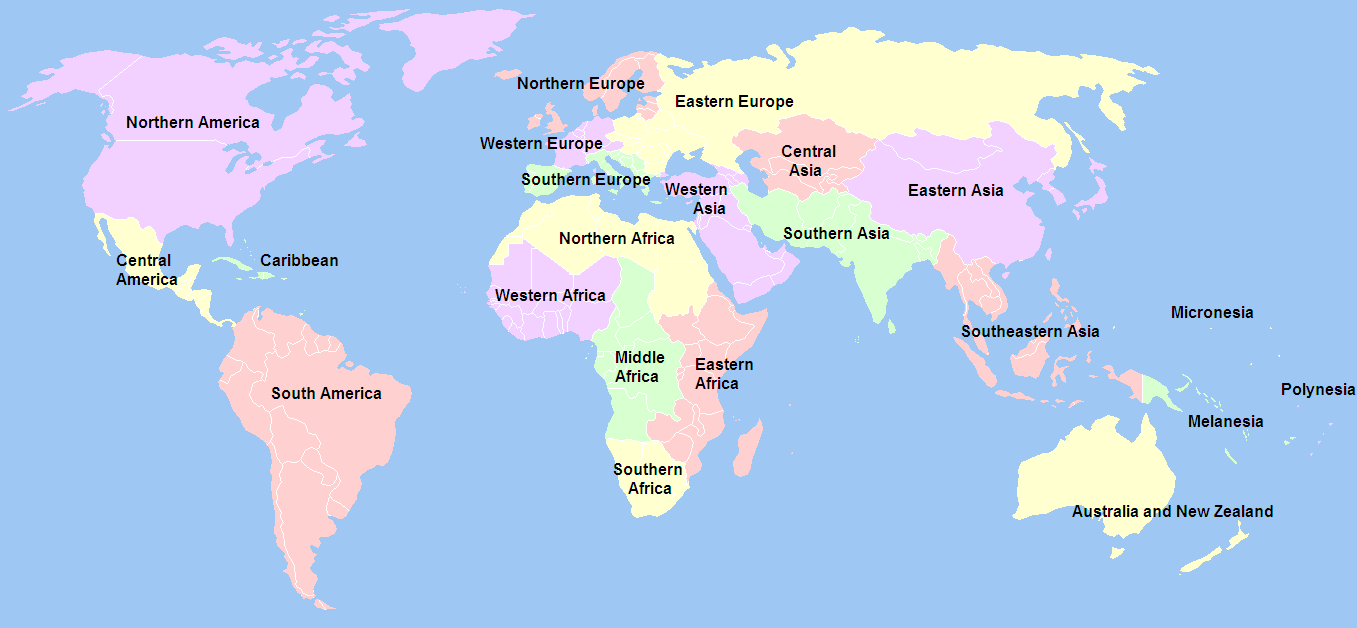
Podział na regiony świata stosowany przez ONZ dla celów statystycznych

- Afryka
  - Afryka Północna
  - Afryka Środkowa
  - Afryka Południowa
  - Afryka Wschodnia
  - Afryka Zachodnia

- Ameryka
  - Ameryka Północna
  - Ameryka Środkowa
  - Karaiby
  - Ameryka Południowa

- Azja
  - Azja Środkowa
  - Azja Południowa
  - Azja Południowo-Wschodnia
  - Azja Wschodnia
  - Azja Zachodnia

- Europa
  - Europa Północna
  - Europa Południowa
  - Europa Wschodnia
  - Europa Zachodnia

- Australia i Oceania
  - Australia i Nowa Zelandia
  - Melanezja
  - Polinezja
  - Mikronezja